# Sin’am
Sin’am (kor. 신암구역, Sin'am-guyŏk) – jedna z 7 dzielnic Ch’ŏngjin, trzeciego pod względem liczby mieszkańców miasta Korei Północnej. Znajduje się w południowo-zachodniej części miasta. W 2008 roku liczyła 64 924 mieszkańców. Składa się z 10 osiedli (kor. dong).

## Historia
Jako samodzielna jednostka administracyjna dzielnica Sin’am powstała w październiku 1960 roku z połączenia należących do miasta Ch’ŏngjin osiedli Gyo, Kŭnhwa, Kwanhae, Sŏhŭng, Jung'ang,  Ch'ŏnma, Sin'am, Myŏngsŏng, Sinjin oraz wsi Tongsŏra i Taesŏsura.

## Podział administracyjny dzielnicy
W skład dzielnicy wchodzą następujące jednostki administracyjne:
| Nazwa jednostki administracyjnej | Rodzaj jednostki administracyjnej | Chosŏn'gŭl | Hancha |
| -------------------------------- | --------------------------------- | ---------- | ------ |
| Haean-dong                       | osiedle                           | 해안동     | 海岸洞 |
| Sin'am-dong                      | osiedle                           | 신암동     | 新岩洞 |
| Ch'ŏnma-dong                     | osiedle                           | 천마동     | 天馬洞 |
| Sŏhŭng-dong                      | osiedle                           | 서흥동     | 西興洞 |
| Kwanhae-dong                     | osiedle                           | 관해동     | 觀海洞 |
| P'ohang-dong                     | osiedle                           | 포항동     | 浦項洞 |
| Kŭnhwa-dong                      | osiedle                           | 근화동     | 槿花洞 |
| Gyo-dong                         | osiedle                           | 교동       | 橋洞   |
| Sinjin-dong                      | osiedle                           | 신진동     | 新津洞 |
| Ŭnhye-dong                       | osiedle                           | 은혜동     | 恩惠洞 |